# Étienne Bignou
Étienne Bignou, né en 1891 et mort en 1950, est un marchand d'art français spécialisé dans l'art des XIXe et XXe siècles.

## Biographie
Il travaille d'abord avec son beau-père, un marchand de la rue Laffitte à Paris, spécialiste d'art ancien. Après la Première Guerre mondiale, il se tourne vers l'art moderne et vend Boudin, Fantin-Latour et des impressionnistes. 
En 1927, il ouvre sa propre galerie à Paris, au 8 rue La Boétie, et vend Daumier, Corot, Degas, Renoir, Cézanne, Derain, Utrillo, Matisse, Picasso. Il est le premier marchand de Raoul Dufy et conseille de grands collectionneurs américains comme Chester Dale, dont il est le marchand attitré. Il vend à Dale le célèbre tableau Soutine assis à une table par Modigliani, en compte à demi avec César de Hauke, ou encore La Jungle équatoriale du Douanier Rousseau. Il succède à Paul Guillaume, comme conseiller et marchand du docteur Albert Barnes. Il agit comme expert dans plusieurs ventes aux enchères, aux côtés de ses confrères Jos Hessel ou André Schoeller (ce dernier, installé 13 rue de Téhéran à Paris 8e).
« Le matin, il est à Londres ; dans la soirée, il ouvre une exposition à Paris ; le lendemain, il prend le bateau ou l'avion pour New York. [...] Partout où il y a un tableau à voir, il est attiré comme par un aimant ».
En 1920, associé à Bernheim-Jeune, il avait racheté la galerie Georges Petit et, en 1929, il y place Georges Keller comme directeur. Bignou y organise une exposition Matisse en juin-juillet 1931, Picasso en juin-juillet 1932. 
La même année, après la fermeture de la galerie Georges Petit, Keller rejoint Bignou, puis dirige sa succursale new-yorkaise, Bignou Gallery (en), installée sur la 57e rue, à partir de 1935. Il y organise une exposition Renoir en décembre de la même année. Après la mort de Bignou en 1950, Keller continue de diriger la galerie, puis la ferme en 1953 et rejoint Carstairs Gallery. 
Bignou possédait une collection de manuscrits et d'autographes. Cette collection a été dispersée par Pierre Bérès, à partir de 1975. Elle comptait notamment le premier manuscrit du Voyage au bout de la nuit de Céline que l'écrivain avait vendu au marchand contre dix mille francs et un tableau de Renoir, le 29 mai 1943.
Il est enterré au cimetière du Père-Lachaise (92e division).